# گری هال جونیور
گری هال (به انگلیسی: Gary Hall, Jr.) ورزشکار مرد رشتهٔ شنا اهل کشور ایالات متحده آمریکا است. وی در بین سال‌های ‎۱۹۹۶ تا ۲۰۰۴ میلادی در مسابقات بازی‌های المپیک تابستانی در مجموع ۱۰ مدال، شامل ۵ مدال طلا ، ۳ نقره و ۲ برنز را کسب کرد.
گری هال از سال ۱۹۹۹ مبتلا به دیابت نوع یک است.